# Тумасян, Сергей Александрович
Серге́й Алекса́ндрович Тумася́н (31 января 1990, Ростов-на-Дону, СССР) — российский футболист, полузащитник.

## Биография
Воспитанник ростовских СДЮШОР-8 им. В. В. Понедельника и РО УОР. В 2008—2009 годах играл в клубах низших финских лиг «Ракуунат» Лаппенранта и «КооТееПее» Котка. В сентябре 2009 вернулся в Ростов и провёл 8 игр в первенстве второго дивизиона за СКА, во всех случаях выходя на замену в конце матча. В 2010 году перешёл в ФК «Ростов» — за дубль провёл 27 матчей, забил три мяча. В основной команде дебютировал 13 июля в матче 1/16 финала Кубка России 2010/11 — в гостевом матче против белгородского «Салюта» вышел на замену на 85-й минуте. В премьер-лиге дебютировал 14 августа в гостевом матче 18 тура против раменского «Сатурна», выйдя на замену на второй компенсированной минуте второго тайма. В 2011 году вновь выступал в Финляндии по одним данным — за «Якобстад» Пиетарсаари, по другим — за «Яро».
В 2012—2013 годах играл за российские любительские клубы «Жемчужина-РУДН» Сочи и «Донэнерго» Аксай. В сентябре 2013 находился на просмотре в белорусском «Немане». Во второй половине сезона 2013/14 в составе СКВО провёл 9 игр, забил один гол в первенстве ПФЛ. В январе 2014 года был на просмотре в калининградской «Балтике». В конце июля 2014 года подписал контракт с армянским клубом «Гандзасар», провёл три игры, однако уже через месяц соглашение было расторгнуто. В сезоне-2014/15 сыграл 23 игры, забил пять мячей за ФК «Сочи». После ухода из клуба сделал рассылку своих игровых моментов по европейским клубам и в июле 2015 года подписал контракт на полтора года с таллинским клубом «Инфонет». В 2016 году из-за разрыва крестообразной связки и мениска до сентября не выходил на поле. Стал в составе команды чемпионом Эстонии и продлил контракт ещё на два года. В сезоне 2017 года завоевал Кубок и Суперкубок Эстонии.
31 января 2018 года подписал контракт с другим таллинским клубо «Нымме Калью», который рассчитан на два года.

## Семья
Отец — тренер Александр Тумасян. Братья Денис и Александр также футболисты. Есть младший брат (род. 2008/2009).